# Clivus Scauri

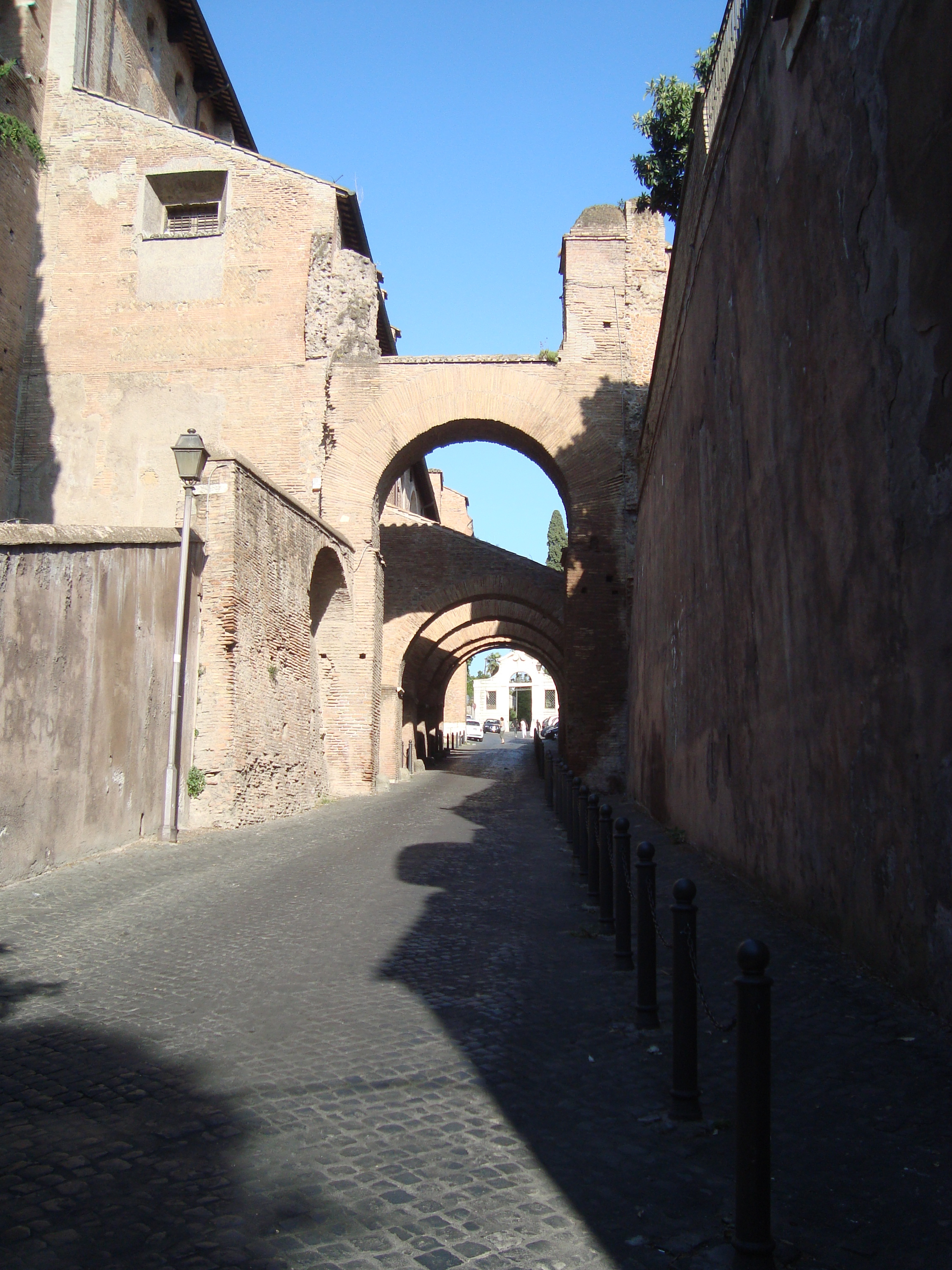
Vue d'ensemble du clivus Scauri.

Le clivus Scauri (en italien Clivo di Scauro) est une voie de la Rome antique parcourant la dépression qui sépare les collines du Cælius et du Palatin dans l'actuel rione de Celio. Cette voie, qui existe toujours de nos jours sous une forme proche de l'originelle, débute près du Circus Maximus et longe de nombreux édifices pour finir au sommet du Celio au niveau de la porte Caelimontane devant la piazza della Navicella.

## Histoire
Le clivus Scauri tient son nom de la famille Aemilia Scauri, et plus probablement du consul Marcus Aemilius Scaurus (-163/-83), comme le suggèrent des inscriptions antiques et médiévales. La voie a conservé au cours des siècles son tracé et aspect initial malgré la construction d'édifices religieux qu'elle longe. Sa partie haute est maintenant appelée via San Giovanni della Croce.

## Lieux traversés

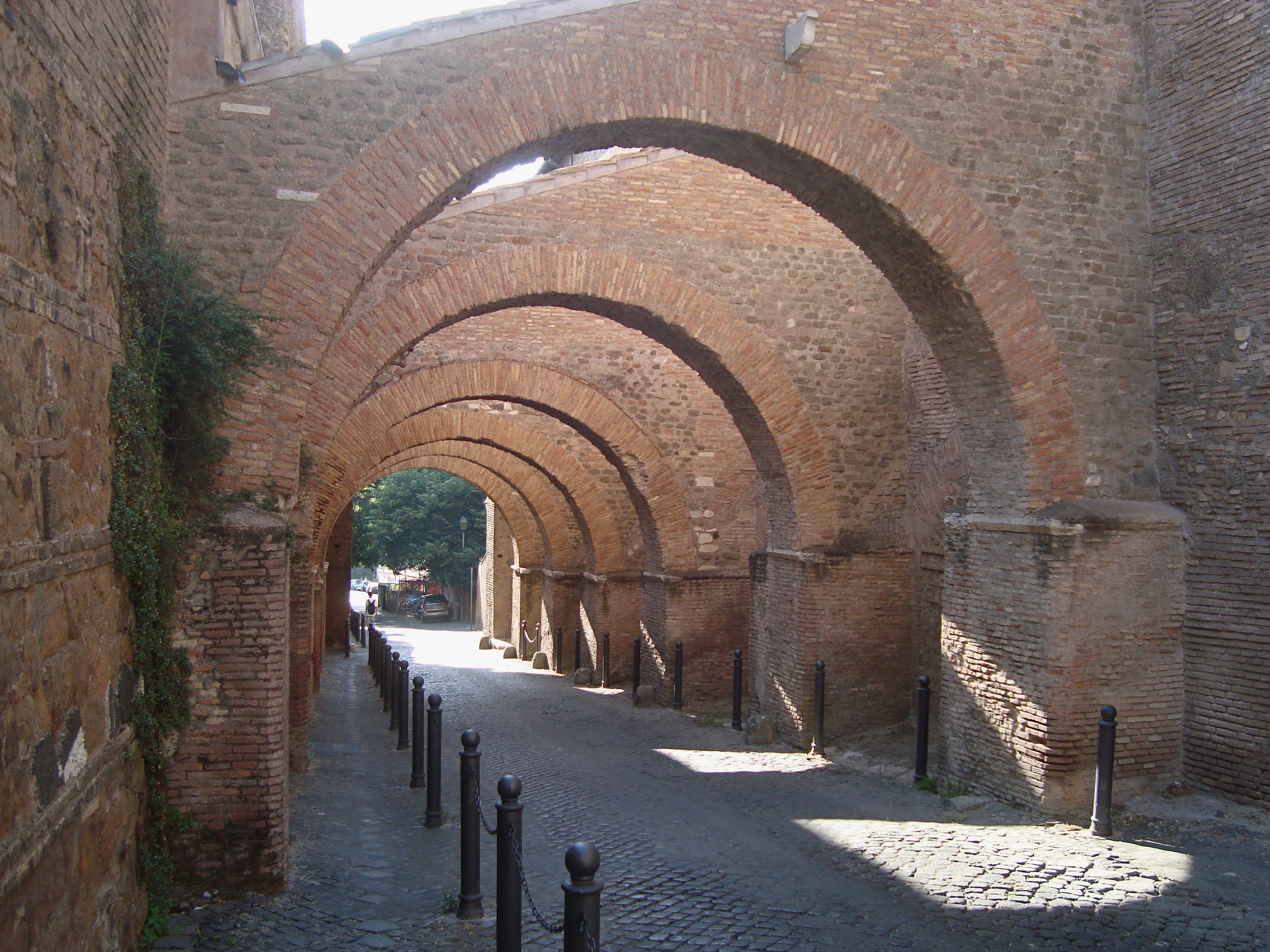
Vue des contreforts de la basilique Santi Giovanni e Paolo.

Le Clivus Scauri croise de bas en haut sur son tracé :
- Le Circus Maximus sur lequel il débouchait autrefois
- L'église San Gregorio al Celio et les oratoires Santa Silvia et Sant'Andrea.
- La bibliothèque du pape Agapet Ier
- Les maisons romaines du Caelius
- La basilique Santi Giovanni e Paolo
- Le temple du Divin Claude
- La villa Celimontana (entrée secondaire)
- La porte Caelimontane et le mur servien
- La basilique Santa Maria in Domnica et la fontaine de la Navicella

## Sources
- (it) Cet article est partiellement ou en totalité issu de l’article de Wikipédia en italien intitulé « Clivus Scauri » (voir la liste des auteurs).